# Франсуа Бонвен
Франсуа Бонвен (фр. François Bonvin; 22 листопада 1817, Вожирар — 19 грудня 1887, Сен-Жермен-ан-Ле) — французький художник і графік XIX століття.

## Ранні роки
Народився в Парижі. Батьківська родина ніяк не була пов'язана з художниками чи мистецтвом, батько був поліціянтом, мати — швачка. Мати померла від туберкульозу, коли хлопчику виповнилось чотири роки. Його виховувала стара жінка. Батько узяв шлюб вдруге і забрав хлопця в нову родину. В новій родині народилося дев'ятеро дітей і це погіршило матеріальний стан родини, і без того небагатої.

## Самоосвіта
У хлопчика рано прорізались художні здібності. Друг батьківської родини побачив малюнки Франсуа у віці 11 років і сплатив його навчання в малій художній школі. Батьки наполягали, щоби син опановував графічні техніки. Майбутній художник був вимушений постійно займатися самоосвітою, хоча й відвідував то школу дизайну, то академію Сюісса. Сам художник вважав своїм єдиним вчителем художника Франсуа Гране (1775—1849), котрому показував 1843 року власні малюнки і отримав психологічну підтримку.

## Творчість
Головним для нього стали відвідини музею Лувр, де його привабили картини художників-реалістів, французів і здебільшого голландців XVII століття.
Було ще одне джерело художніх вражень для небагатого художника. Паризький лікар і колекціонер Луї ла Каз зібрав незвичну для тогочасних смаків колекцію живопису, котру показував місцевим художникам. Франсуа Бонвен відвідував картинну галерею Луї ла Каза, як і Едуар Мане, Едгар Дега та Анрі Фантен-Латур, представники нової генерації французьких художників. Едуар Мане та Анрі Фантен-Латур самі були непересічними майстрами натюрморту. Таким же майстром стане і Франсуа Вонвен, хоча на нього мали вплив роботи француза Шардена та голландці XVII ст.

## Життя, шлюб, твори, виставки
Франсуа Бонвен узяв шлюб у 20 років з простою жінкою, що була пралею. Сам порчав працювати в паризькій поліції, щоби якось утримувати власну родину. В поліції він працюватиме до 1850 року. Відомо, що він захворів у цей період і хвороба не відпускала його до року смерті.
Вперше власні картини від подав на виствку в Паризький Салон ще 1849 року. Його помітили як художника та він отримав медаль третього класу. З роками він виборов місце одного з найкращих художників-реалістів поряд з Густавом Курбе. На відміну від Курбе сцени з життя паризької бідноти не викликали спротиву у журі і консервативної публіки, не було і звинувачень у революційності картин тощо. 1870 року Франсуа Бонвен отримав від уряду Франції орден Почесного Легіону.

## Останні роки і смерть
1881 року він наважився зробити операцію. Остання не виправила йому здоров'я і він втратив зір. Художники організували дві його персональні виставки, а прибутки з продажу картин пішли на його фінансоу підтримку.
1887 року він помер в Сен-Жермен-ан-Ле.

## Обрані твори (неповний перелік)
- «Натюрморт з динею», 1858 р.
- «Стіна для бідноти в церкві»
- «Шматочок м'яса і овочі», недатовано
- «Керамічний глек і два яблука»
- «Кухарка набирає воду»
- «Художник за малюванням ввечері», 1861 р., офорт
- «Натюрморт зі спаржею», 1867 р.
- «Хлопчик-школяр»
- «Хлопчик з книгою»
- «Натюрморт з чайником і вареним яйцем», 1883 р.
- «Приготування супа», 1886 р.

## Обрані твори (натюрморти)

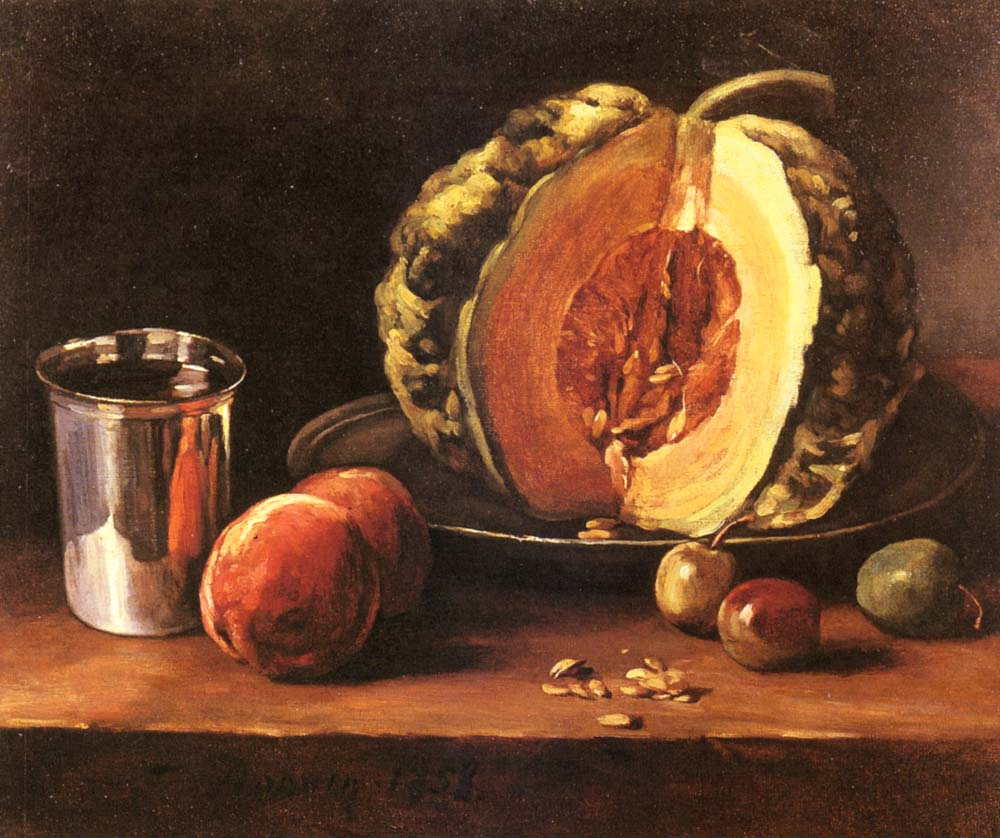
Франсуа Бонвен. «Натюрморт з динею», 1858 р.
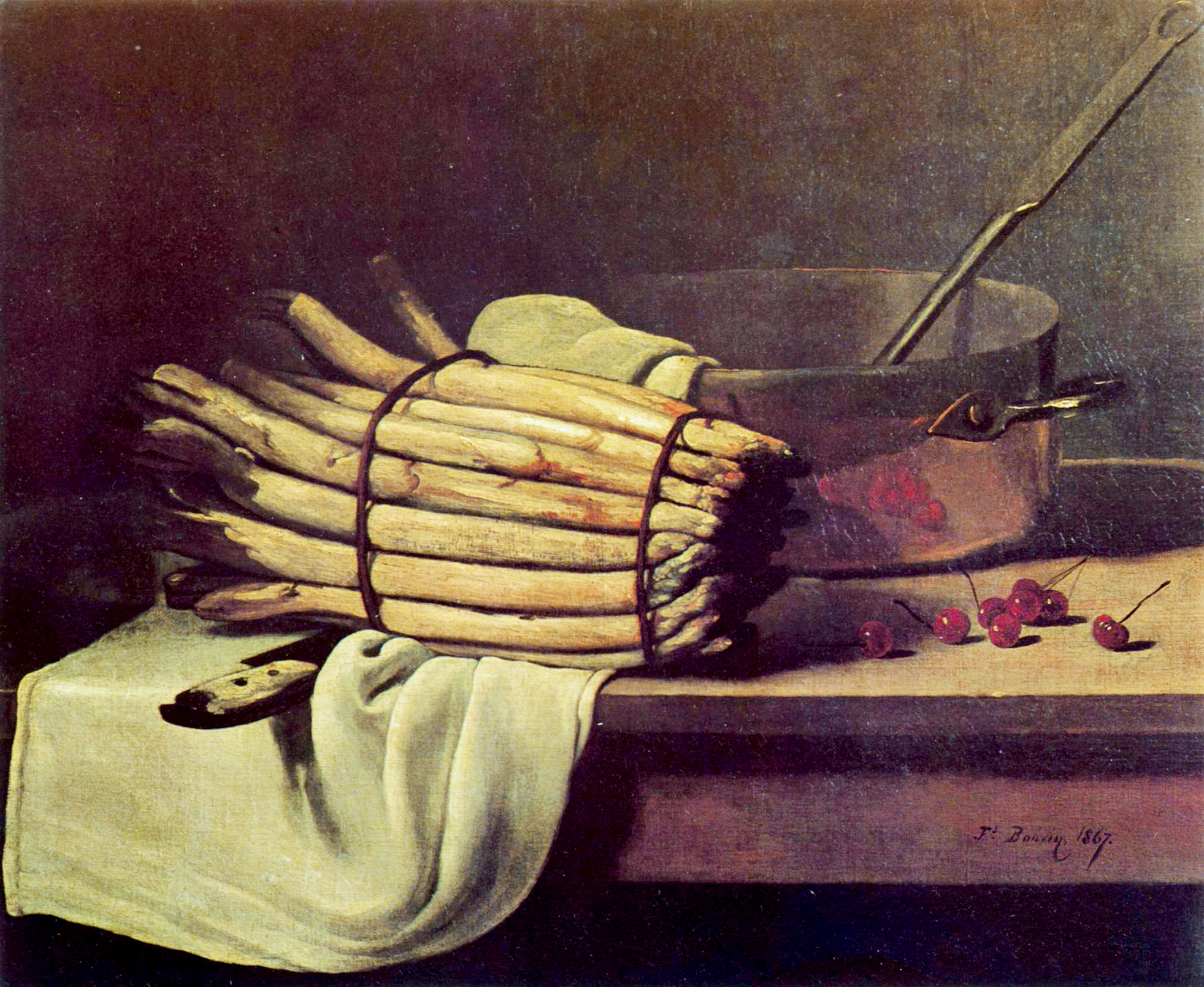
Франсуа Бонвен. «Натюрморт зі спаржею», 1867 р.
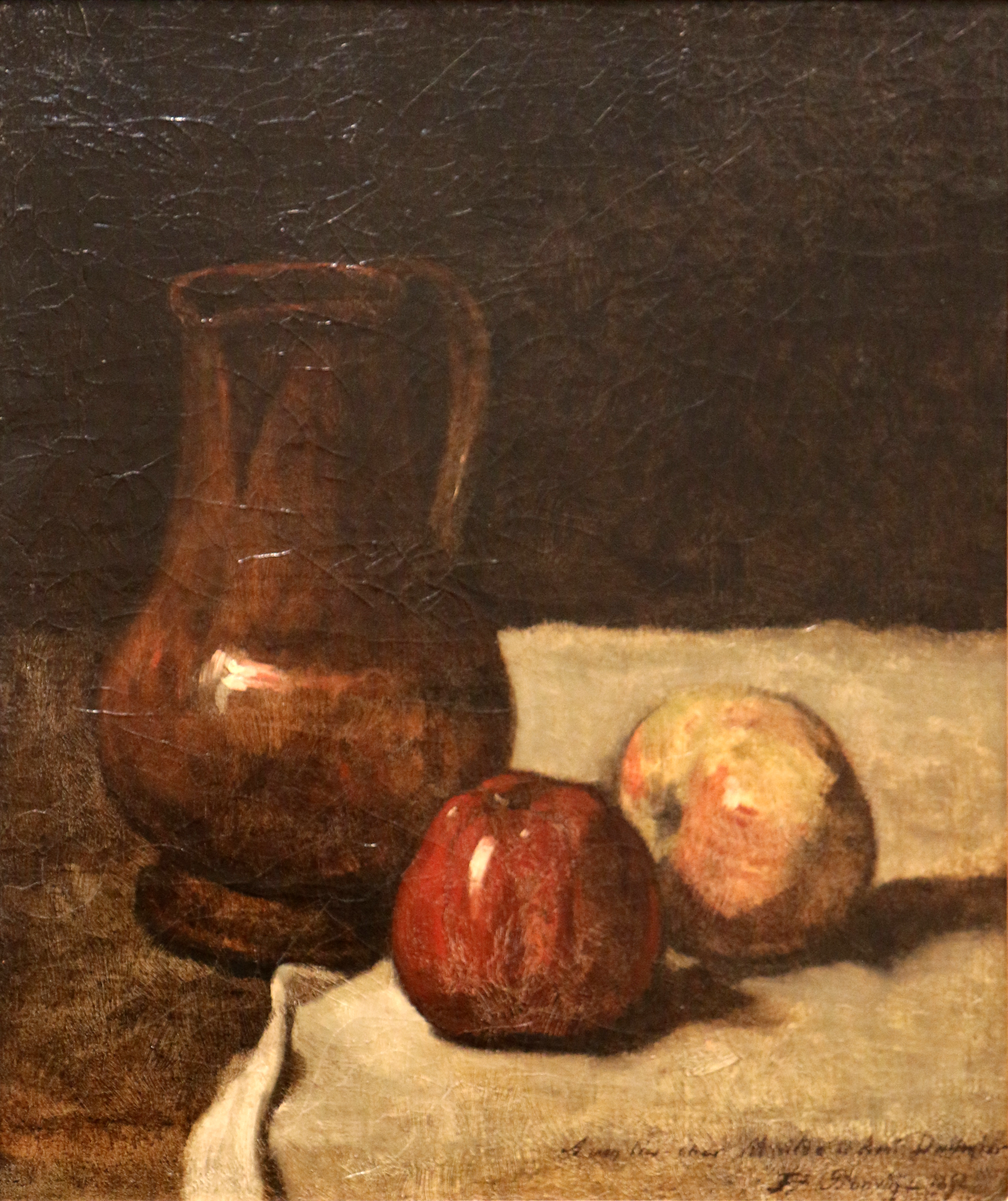
Франсуа Бонвен. «Керамічний глек і два яблука»
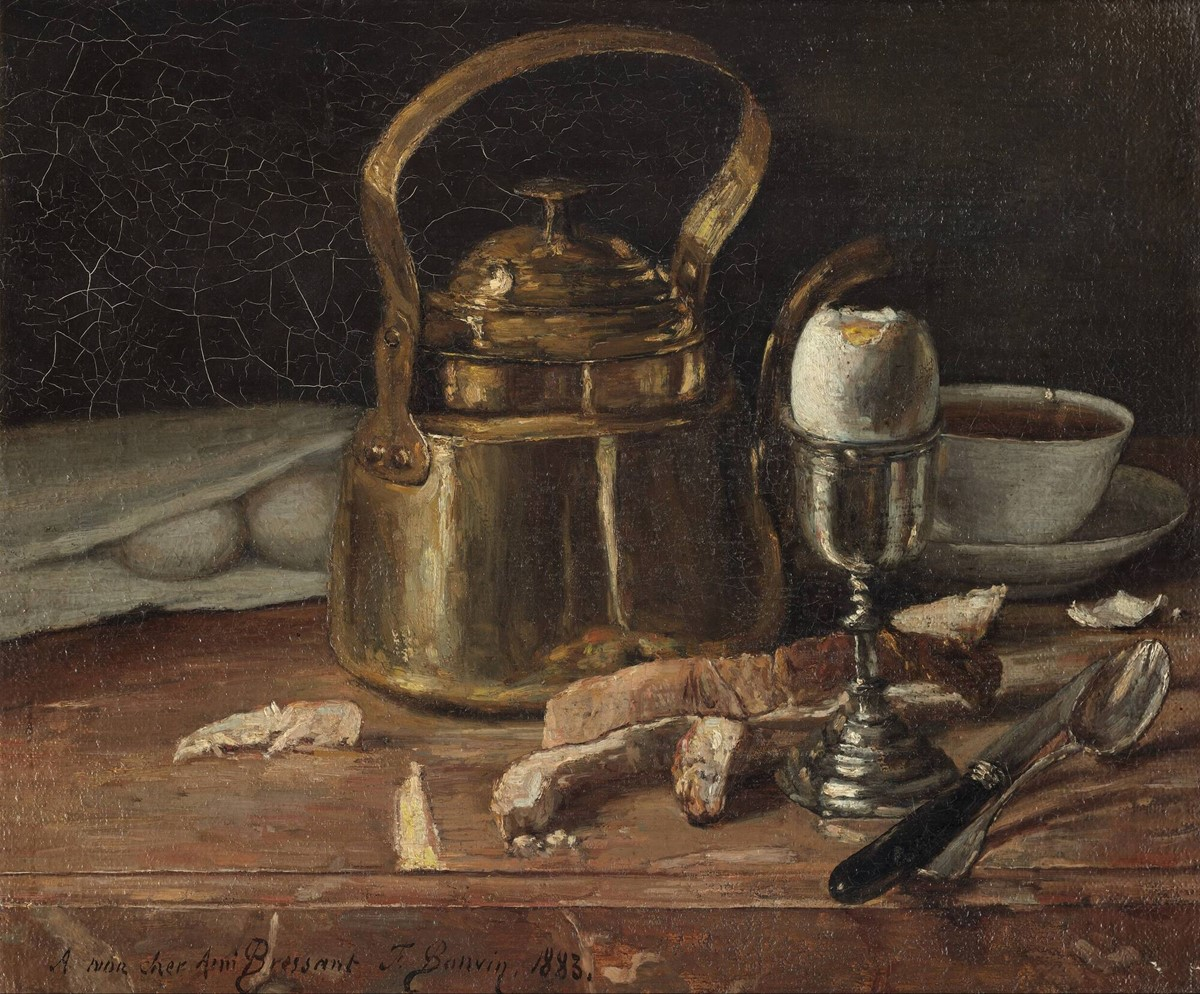
Франсуа Бонвен. «Натюрморт з чайником і вареним яйцем», 1883 р.

## Обрані твори (побутовий жанр)

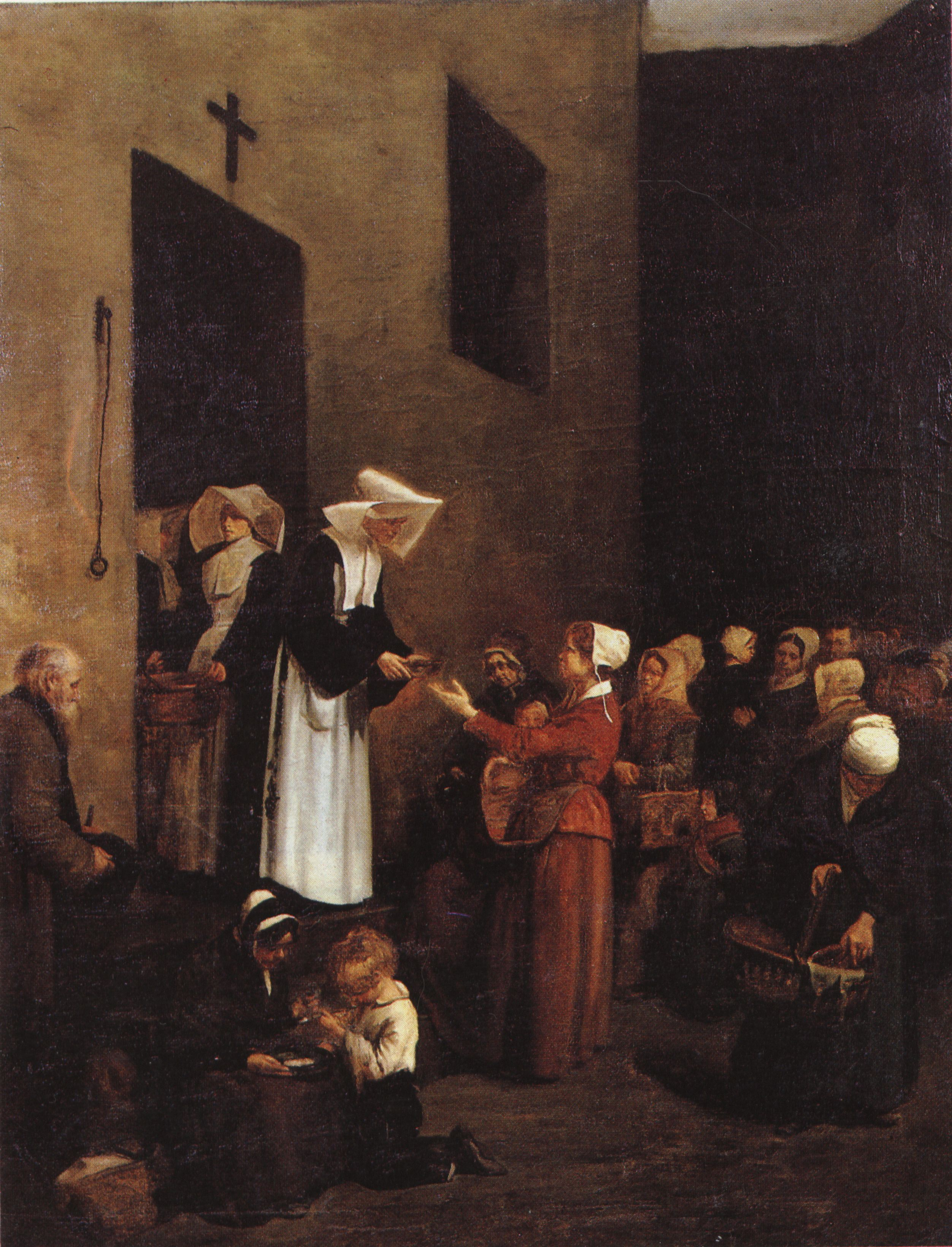
Франсуа Бонвен. «Монастирське милосердя», 1851 р.
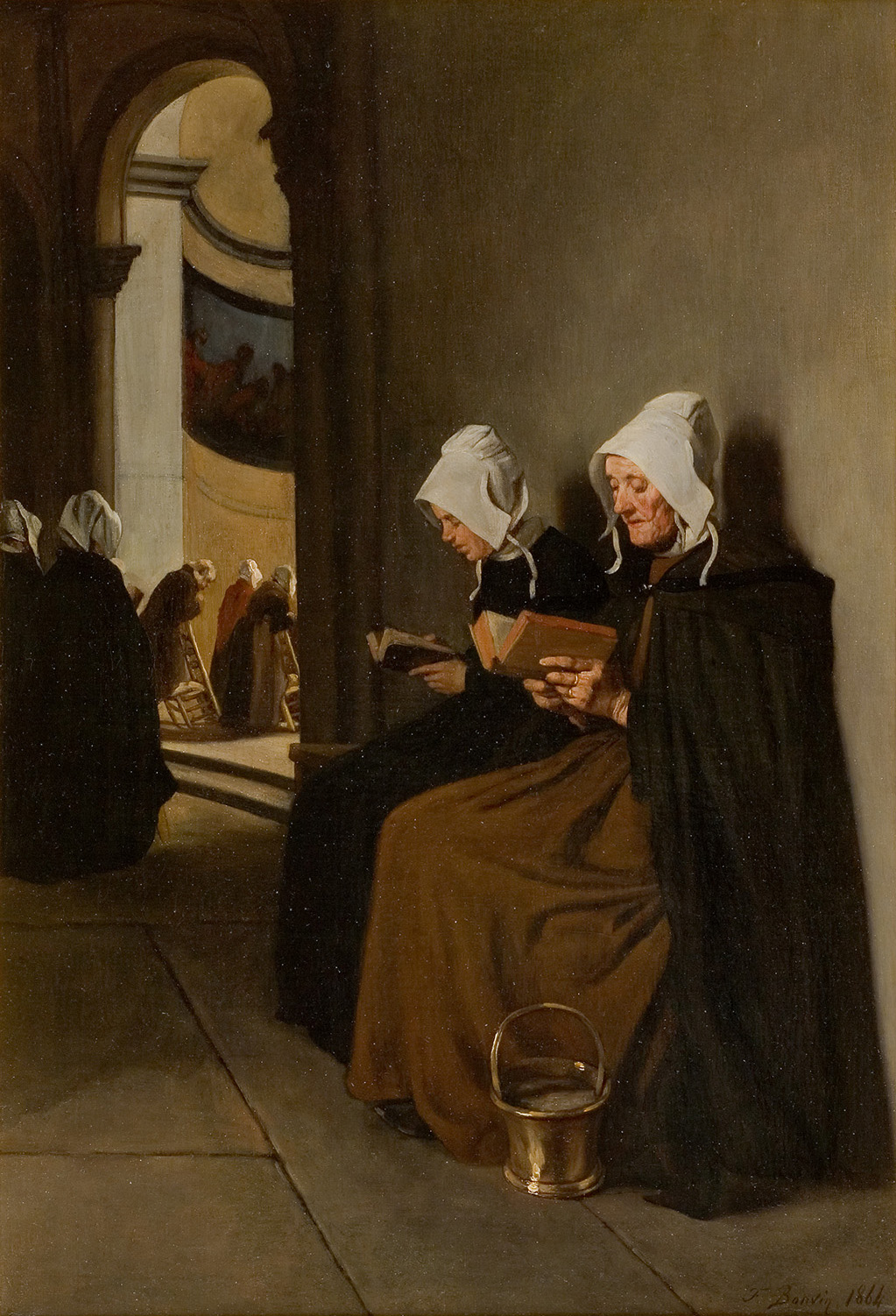
Франсуа Бонвен. «Спогади про Бретань» або «Стіна для бідноти в церкві», 1864 р.
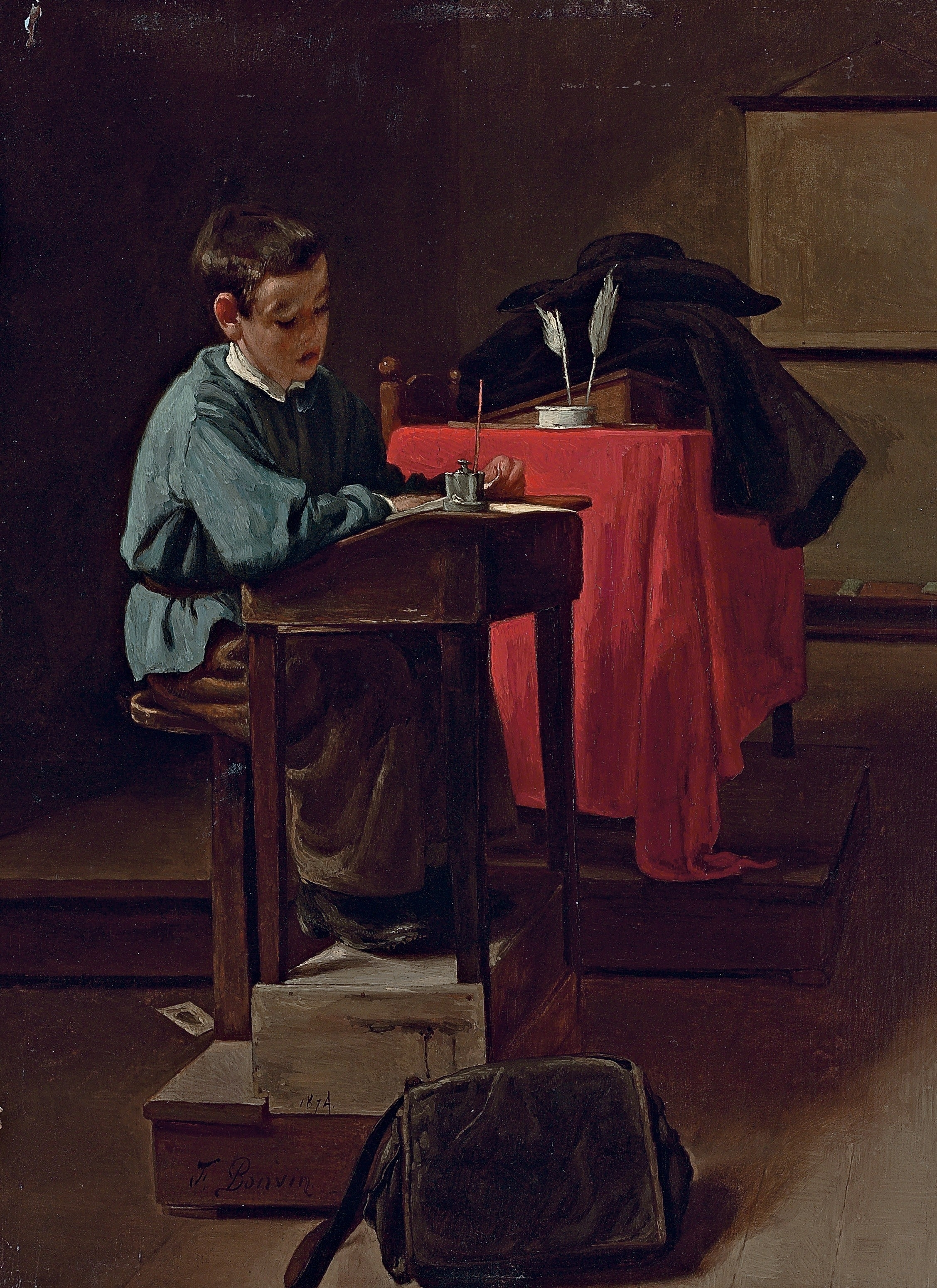
Франсуа Бонвен. «Хлопчик-школяр», 1874 р.
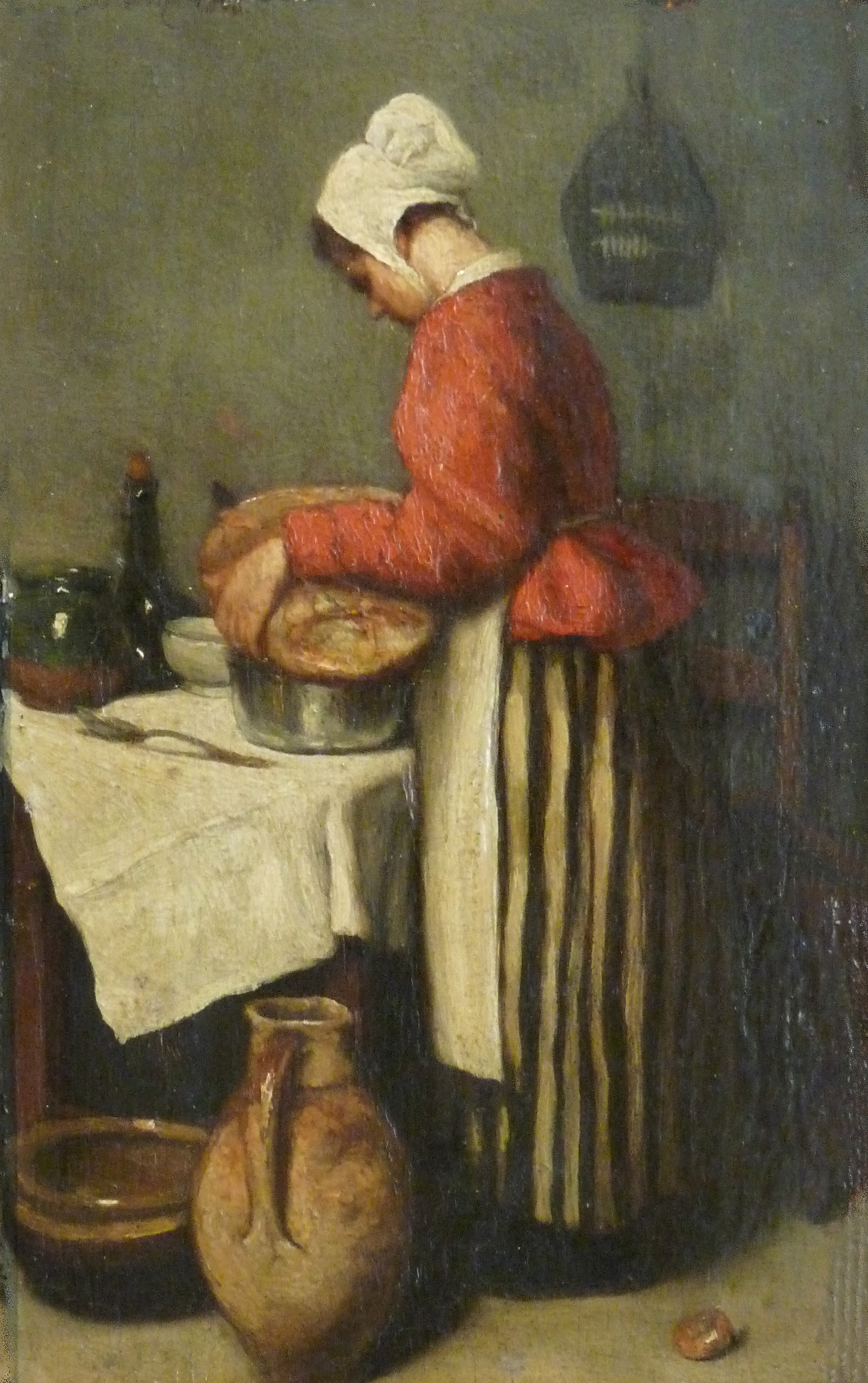
Франсуа Бонвен. «Приготування супа», 1886 р.